# Mont Poupet
Le mont Poupet est une montagne s'élevant à 851 mètres d’altitude située en France, dans le département du Jura. Site naturel, touristique et sportif, il s'agit du point culminant du Jura externe.

## Géographie

### Topographie
Le mont Poupet est situé sur le territoire des communes de Saint-Thiébaud, Salins-les-Bains et Ivrey. Le sommet se trouve au lieu-dit le Signal, sur la commune de Saint-Thiébaud.
Le mont domine la vallée de la Furieuse dont il offre un beau panorama. Le mont Blanc y est bien visible par temps clair. D'autres points de vue intéressants existent, donnant notamment sur la plaine doloise. Une croix et une table d'orientation ornent la face sud du mont.

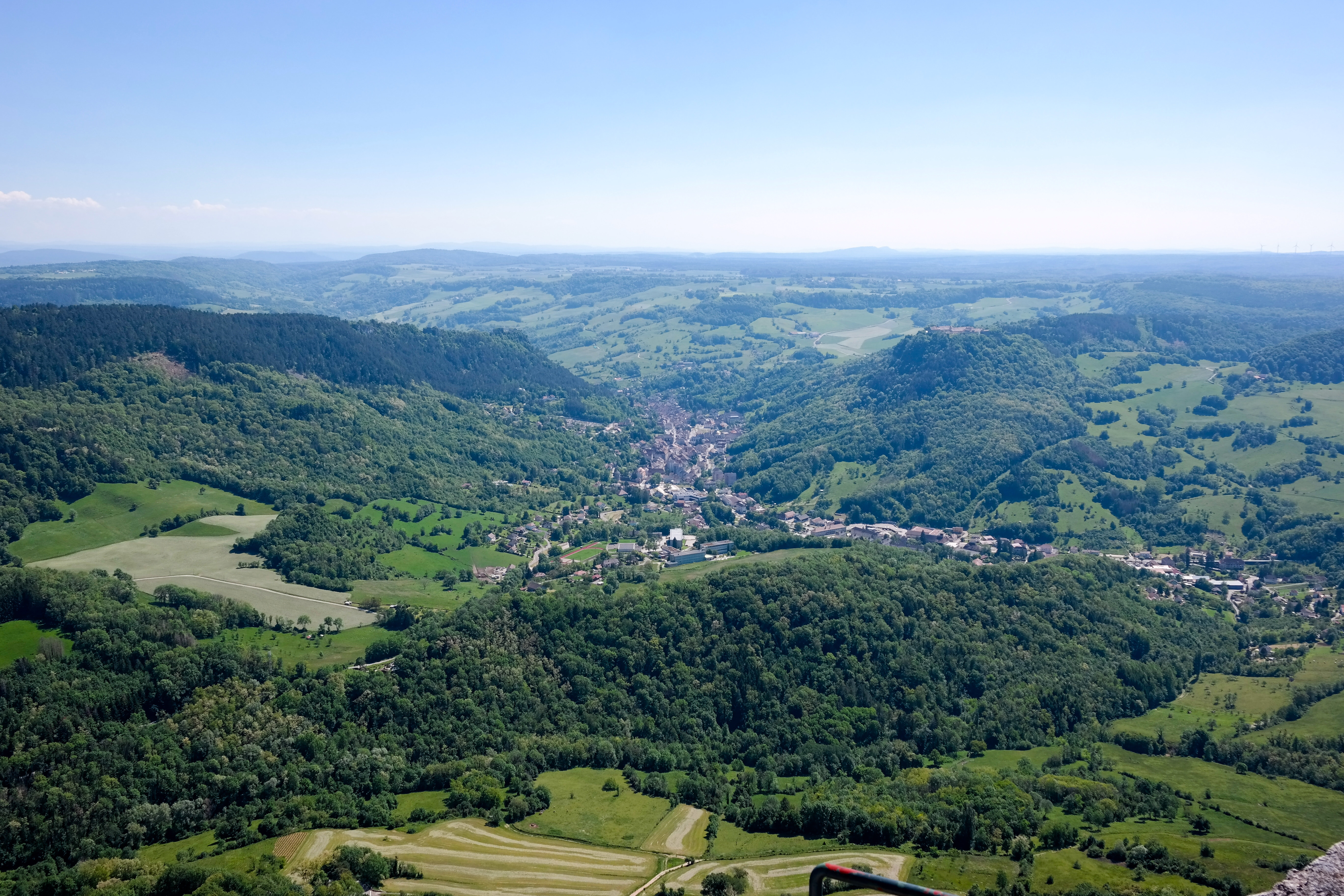
Salins-les-Bains depuis le belvédère du mont Poupet.
Panorama depuis le belvédère du mont Poupet.
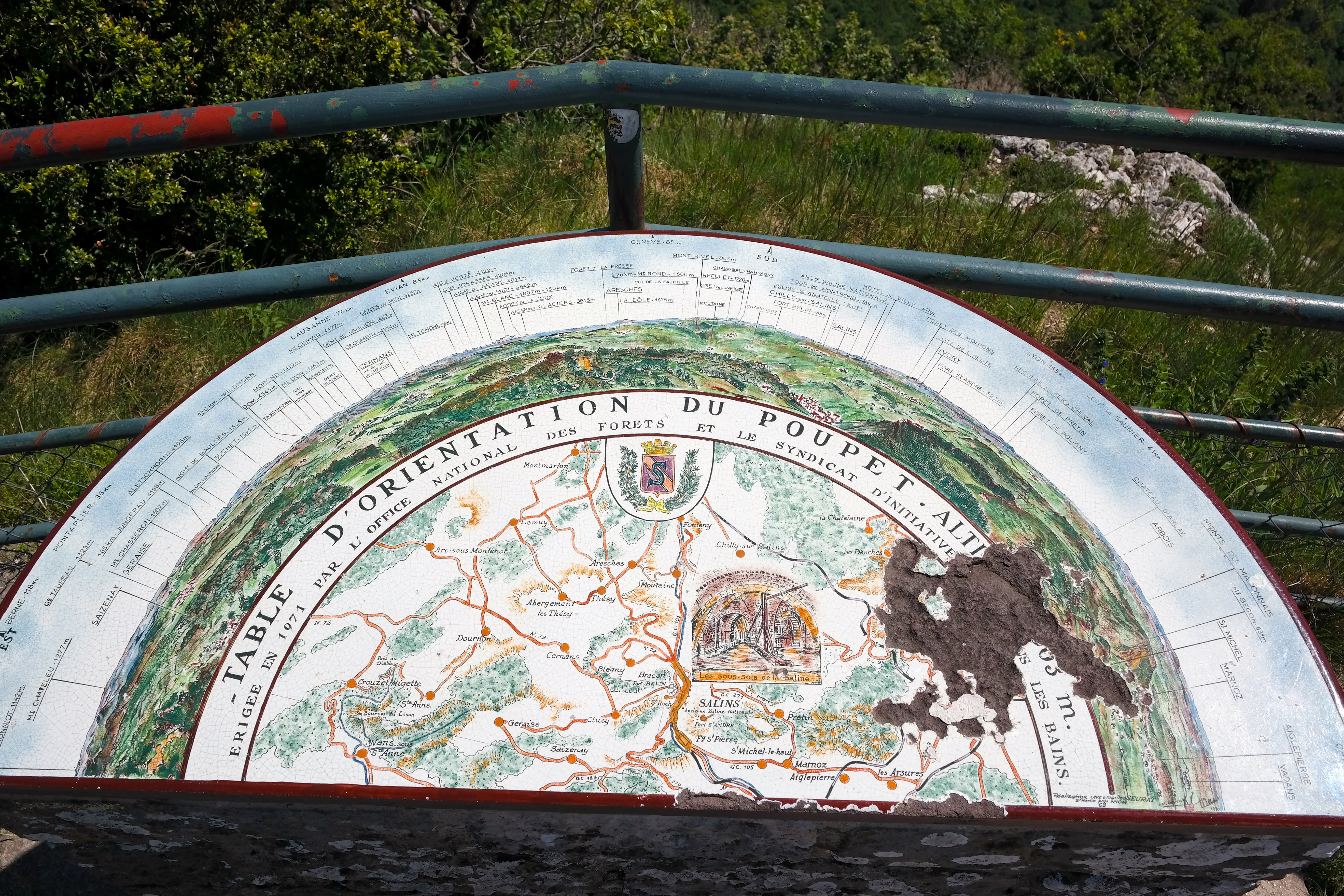
Table d'orientation du belvédère du mont Poupet.

### Faune et flore
L'intérêt floristique et faunistique du mont Poupet en fait une ZNIEFF de type I. En particulier, la présence de hêtres tors près du sommet est à signaler. Par ailleurs, une espèce florale rare et protégée, la vulnéraire des montagnes, est localement appelée le « pompon du Poupet ». Elle servait autrefois de base à une infusion, le « thé du Poupet ». La présence de Hieracium scorzonerifolium est également remarquable du fait de l'éloignement de son habitat normal, sur les plus hauts sommets du massif.
Quelques espèces d'intérêt faunistique sont présentes sur le mont, comme le faucon crécerelle ou l'orvet commun.

### Géologie

#### Orogenèse
Le mont Poupet est situé à l'extrême sud-ouest du faisceau salinois, là où le plateau de Levier chevauche le faisceau de Quingey, que le mont domine de plus de 400 mètres. Le mont Poupet a donc été formé lors de la formation du Jura, la poussée des Alpes sur le massif jurassien ayant entrainé le chevauchement, qui a lui-même soulevé les terrains pour donner naissance au faisceau salinois ainsi qu'au mont Poupet.

#### Morphologie
Le sud du mont Poupet est formé de petites falaises, produits de l'érosion de la rivière en contrebas, la Furieuse. Les calcaires du sommet du mont sont faillés par trois failles, bien visibles sur la face Sud.

#### Pétrologie
Le chevauchement qui a formé la montagne a provoqué la remontée de calcaires du Jurassique moyen qui forment aujourd'hui la partie haute de la montagne. La partie basse est, quant à elle, formée de marnes grises du Lias et la base de la montagne est composée de marnes irisées du Trias.

## Histoire

### Vestiges gallo-romains
Des vestiges gallo-romains se situent le long d'un ancien chemin reliant Salins à Ivrey, dont une villa sur la commune de Saint-Thiébaud.

### Château
Le site abritait le château des sires de Poupet, dont Guigone de Salins, fondatrice des Hospices de Beaune, faisait partie.

### Lieu d'expérimentation historique
Le mont Poupet entre dans l'histoire avec l'expérience que Louis Pasteur y conduisit sur la génération spontanée. Pour le savant, les microbes ne pouvaient pas naître spontanément. Il entreprit donc de le démontrer en faisant pénétrer de l'air dans des ballons remplis sous vide de levures. Ayant compris que la pureté de l'air augmentait avec l'altitude, il réalisa cette expérience sur le mont (851 mètres) le mercredi 3 octobre 1860, après l'avoir mise en œuvre une première fois à Arbois (250 mètres). Sur vingt ballons, seuls cinq fermentèrent, ce qui contribua à réfuter la théorie de la génération spontanée.

## Activités
La communauté de communes Arbois, Poligny, Salins, Cœur du Jura valorise le site pour accroître son potentiel touristique, en le rendant notamment accessible au plus grand monde : rénovation du réseau routier, création d'un belvédère accessible aux personnes à mobilité réduite, installation de matériel de pique-nique pour les familles...
Trois antennes-relais sont installées au sommet du mont Poupet, principalement pour la téléphonie mobile et la radiodiffusion. Le pylône le plus haut culmine à 50 mètres au-dessus du sol.

### Automobile
L'accès est également possible en voiture jusqu'au sommet du mont. La Coupe de France de rallye prend ses quartiers autour du mont avec le « rallye des Lacs ».

### Course de montagne
Le mont Poupet accueille tous les ans la « montée du Poupet », dont le parcours le plus difficile relie le centre-ville de Salins-les-Bains (340 m) au lieu-dit de la côte Guillaume (745 m) sur 17,5 kilomètres. Créée en 1985, cette compétition réunit près d'un millier de participants chaque année, avec la présence d'athlètes de niveau international.

### Cyclisme
Depuis 2018 il est possible de parcourir en VTT les huit pistes Enduro de l'association Mont Poupet Bike Park.
Depuis avril 2023, le mont Poupet accueille chaque année l'arrivée du Tour du Jura.

### Parapente
Grâce à son potentiel thermique et à son large choix de décollage, le mont Poupet est un site phare pour la pratique du parapente dans la région. Six aires d'envol y sont établies.

### Randonnée
Il est possible de grimper au sommet du mont Poupet à pied par des sentiers de randonnée. Le GR 59 traverse notamment le site. Son tracé se confond pour partie avec celui du chemin de l'Âne, qui relie la D 492 au belvédère de la Croix. Il mène ensuite au sommet du mont, au lieu-dit le Signal (où se trouvent les relais de télécommunication), puis à la cascade du Gour de Conche célèbre pour avoir été peinte par Gustave Courbet. Un autre sentier existe au départ de la place de l'église de Saint-Thiébaud, qui rejoint la Corne de Saint-Thiébaud où sont situées de nombreuses aires d'envol.

## Culture populaire
On raconte que le jour de la Trinité, trois ou quatre soleils se lèvent simultanément derrière la montagne. Mais seules les âmes totalement innocentes pourraient assister à ce spectacle. Saint Claude lui-même, au VIIe siècle, ne parvint pas à les voir. Des légendes de géants, ou même d'extraterrestres, entourent également l'histoire du mont Poupet.